# Seznam plezališč v Sloveniji
Seznam slovenskih plezališč.
- Armeško
- Bitenj potok
- Bitnje
- Blažčeva skala
- Boč
- Bodešce
- Bohinj
- Bohinjska bela
- Buncove skale
- Burjakova stena (Burjakove peči)
- Cerjan
- Colnišce
- Čreta
- Črni Kal
- Dolge njive
- Dovžanova soteska
- Florjan pri Šoštanju
- Gore
- Gorje
- Gornji Ig
- Gromberg
- Igla
- Iški Vintgar
- Kal-Koritnica
- Kamnik
- Kamniška bistrica
- Kamnitnik
- Klemenča peč
- Kot nad Prevaljami
- Kotečnik
- Kovačevec
- Krvavec
- Kupljenik
- Lijak
- Lipje pri Velenju
- Logarska dolina
- Luknja
- Lutne Skale
- Mala Bela stena
- Martin turn
- Matjaževe kamre
- Matvoz
- Mišja peč
- Mlinarjeva peč
- Močilnik
- Nad Savo
- Nadiža
- Osp
- Pisano čelo
- Plezališce Lavorček
- Pod reško planino
- Pod Sušo
- Porezen
- Preddvor
- Pri Ciginju
- Pri Pavru
- Pri Žvikarju
- Radlje
- Radovna
- Rakitnica
- Renke
- Retovje
- Risnik
- Rudnica
- Sele
- Slap ob Idrijci
- Slomnik
- Sočka
- Sopota
- Strug
- Šeginov potok
- Šnitov rob
- Šoder graben
- Štenge
- Trenta
- Turnc
- Vipava
- Vipavska Bela
- Vranja peč
- Vransko
- Vršič
- Vršici
- Zadnjiški Ozebnik
- Završnica
- Zelenc pri Izlakah
- Zminec